# École supérieure des techniques aéronautiques et de construction automobile
Pour les articles homonymes, voir Estaca (homonymie).
 (octobre 2018).
L’école supérieure des techniques aéronautiques et de construction automobile, en abrégé ESTACA, est l'une des 204 écoles d'ingénieurs français accréditées à délivrer un diplôme d'ingénieur. L'ESTACA est accréditée par la Commission des Titres d'Ingénieur (CTI) depuis 1986. Depuis 2012, elle fait partie du groupe ISAE.

## Historique
L'école est fondée en 1925 au 1, rue Boutebrie dans le 5e arrondissement de Paris, sous le nom d'ETACA par René Bardin qui la dirige jusqu'à sa mort en 1960. Elle est reconnue par l'État le 4 juin 1953 et son enseignement est placé sous la tutelle du ministère de l'Éducation nationale. Mme Bardin succède à la tête de l'école à la mort de son mari, mais l'absence d'une gestion rigoureuse amène l'association des anciens élèves à acheter l'école en 1966.
Par décret du 14 juin 1978, l'ETACA prend le nom d'ESTACA et voit sa scolarité passer de quatre à cinq ans. L'année suivante, en septembre 1979, l'école déménage à Levallois-Perret.
Le 2 décembre 1986, la Commission des titres d'ingénieur (CTI) habilite l'école à délivrer le titre d'Ingénieur diplômé de l’École Supérieure des Techniques Aéronautiques et de Construction Automobile.
L'option « Espace » est créée en 1992 et suivie deux ans plus tard de l'option « Ferroviaire ». Un nouveau bâtiment est inauguré à Levallois-Perret en 1993.
En 1994, l'association des anciens élèves intègre le conseil national des ingénieurs et scientifiques de France (CNISF), devenu Ingénieurs et scientifiques de France (IESF).
En 1995, l'ESTACA est admise à la conférence des grandes écoles.
Un nouveau campus, ESTACA - Campus Ouest, est ouvert à Laval (Mayenne) en 2005.
En septembre 2012, l'ESTACA rejoint le Groupe Isae dont l'Isae-Supaéro et l'Isae-ENSMA sont les membres fondateurs.
Confronté à un manque de place sur son campus de Levallois-Perret, l'école envisage de déménager à partir du début des années 2000. La décision de s'installer au sein du cluster technologique de Paris-Saclay est prise en 2010. Le campus de Levallois-Perret déménage à Saint-Quentin-en-Yvelines dans un bâtiment neuf pour la rentrée scolaire 2015.
En 2022, l'ESTACA ouvre un troisième campus, à Bordeaux,.
En 2025, l'école fête son centième anniversaire et ouvre 135 places de première année à Bordeaux à la rentrée 2025.

## L'école

### Gouvernance
L'école relève d'une association loi de 1901 à but non lucratif dont les membres du conseil d'administration nomment le directeur.

### Effectifs
En 2024, l'école a diplômé 400 ingénieurs. L'école compte près de 2 400 étudiants et étudiantes. Les promotions comptent environ 14% de filles.

### Admission
L'admission à l'ESTACA se fait principalement post-bac via le concours Avenir Bac (commun aux écoles ECE , ESILV, EIGSI , ESIGELEC, EPF, Builders), puis les promotions sont augmentées en troisième année par le concours Avenir Prépa (MP, PC, PSI).
Quelques places sont offertes à des personnes titulaires de BUT ou de licence (L1, L2, L3). Il est aussi proposé des intégrations parallèles ("Avenir +") pour intégrer l'ESTACA en réorientation (après une première année de CPGE ou de licence par exemple). Toutefois, ces places ne sont là que pour compléter les promotions des désistements.

### Situation géographique
L'ESTACA est une école privée qui forme des ingénieurs spécialisés dans les domaines des transports. En plus de son activité de formation, l'école mène des recherches appliquées dans les secteurs de l'aéronautique, l'automobile, le spatial, le ferroviaire / les transports guidés, et le naval. Située à Saint-Quentin-en-Yvelines, Laval et Bordeaux, l'école est reconnue par l'État. Le 25 septembre 2012, elle rejoint le Groupe ISAE aux côtés de l'Isae-Supaéro, l'Isae-ENSMA et l'École de l'air. Le 1er janvier 2018, le groupe est rejoint par Isae-Supméca puis par l'ENAC le 1er février 2022.

## Formation

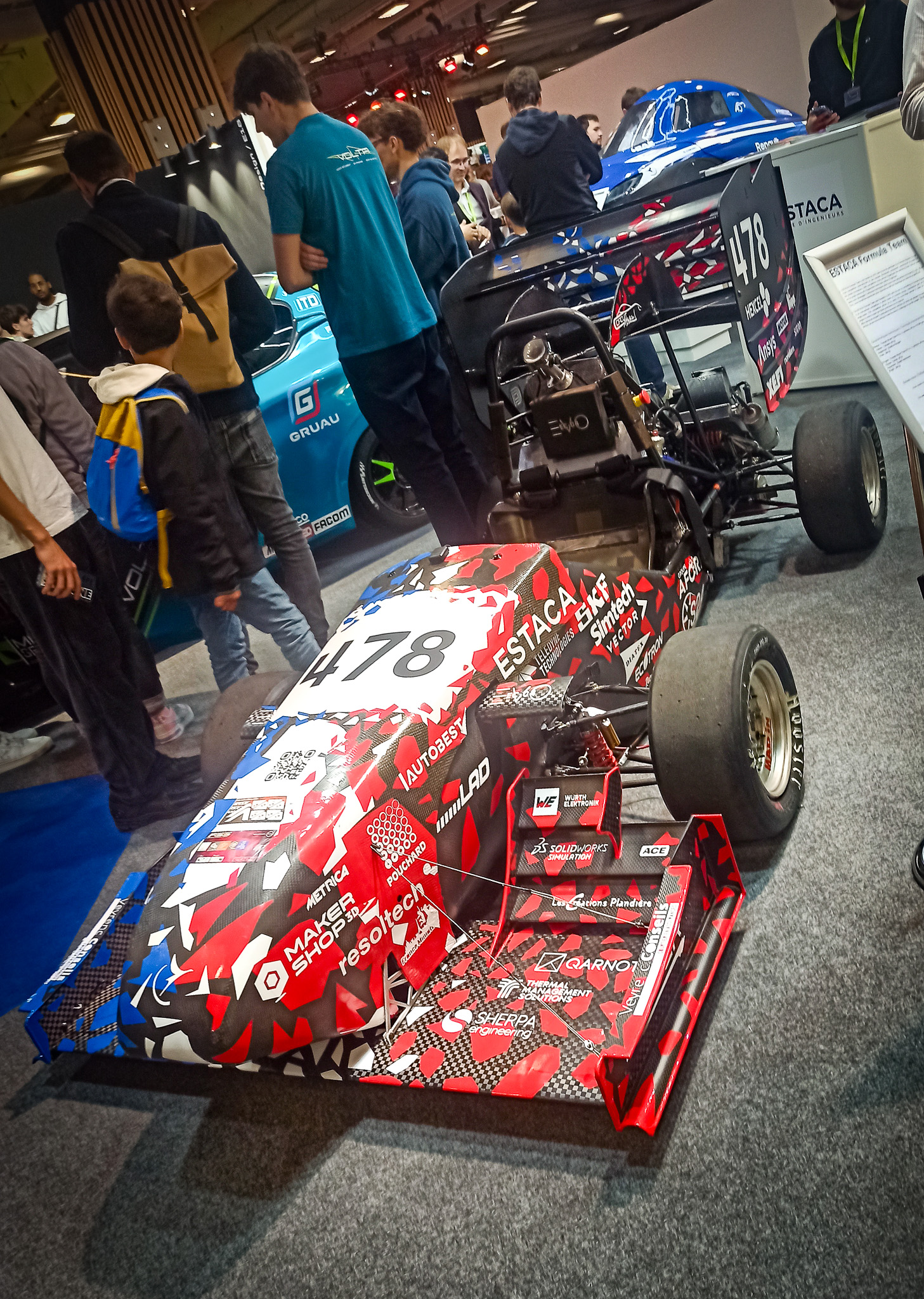
Prototype de l'ESTACA Formula Student.

En formation post-bac, les deux années de classe préparatoire intégrée comportent des enseignements de mathématiques et de physique, et initient aux techniques de l'ingénieur et à la gestion d'entreprise.
Les étudiants choisissent dès la deuxième année une spécialisation dans l'application transport de leur choix : automobile ; aéronautique et spatial ; ferroviaire ; naval.
En troisième année, les filières aéronautiques et spatiales se séparent en deux filières distinctes.
La scolarité du cycle ingénieur (troisième, quatrième et cinquième année) est orientée vers les sciences de l’ingénieur (automatique, mécanique des structures, dynamique du vol, aérodynamique, électronique, traitement du signal…) en fonction des spécialisations choisies par les élèves. L'accent est mis sur des projets. En outre, trois options sont proposées : L'option sport automobile ; l'option pilote de ligne et l'option entrepreneuriat. En cinquième année, certains élèves ont la possibilité d'étudier au sein d'autres écoles du groupe ISAE afin de suivre des formations non dispensées à l'ESTACA. Un partenariat a également été signé avec CentraleSupélec : l’ESTACA et CentraleSupélec ont créé un parcours bi-diplômant pour les étudiants de l’école d’ingénieur spécialiste des nouvelles mobilités.
Les élèves reçoivent également des enseignements spécifiques obligatoires en humanités et sciences sociales, qui se rapprochent de cours de culture générale. Les choix proposés incluent des enseignements sur l'histoire des sciences, la politique, l'épistémologie ou encore le monde de l'entreprise et la gestion.[réf. nécessaire]
Tous les élèves du cycle ingénieur étudient l'anglais au moins jusqu'en 4e année et doivent valider leur acquis en passant le TOEIC avec un score d'au moins 825 (obligation de la CTI commune à tous les étudiants ingénieurs de France),. Obligatoire jusqu'en 3e année, puis facultative, les étudiants peuvent étudier une seconde langue vivante : l'espagnol, l'allemand ou le chinois.

### Autres formations
L'école propose également des programmes en anglais :
- Le mastère spécialisé pour le programme Exploitation et Maintenance dans le secteur de l'aéronautique[16].
- Le mastère spécialisé Motorsport Engineering Performance dans le secteur du sport automobile.
- Le mastère spécialisé Mobilité durable et nouvelles énergies (à la rentrée 2023).

Ainsi que des programmes courts : "Summer Program", "Automotive" et "Aeronautics Design".
L'ESTACA compte aussi un département de Formation Continue.

## Anciens élèves notoires
Parmi les anciens élèves notoires de l'ETACA ou de l'ESTACA :
- Bernard Dupérier (E1925) : aviateur des forces aériennes françaises libres, Compagnon de la Libération, député de la 6e circonscription de Paris (1962-1967), consultant chez Boeing et administrateur d'Air France[18].
- Jean-Louis Marnat (E1959) : pilote automobile français spécialiste de courses de côte, de courses de vitesse et d’endurance, ainsi que de rallyes.
- Jean-Pierre Beltoise (E1959) : pilote automobile français, connu dans le sport automobile français avec 86 Grands Prix de Formule 1 courus et deux victoires dont une en championnat du monde en 1972.
- Luc Méloua (E1959) : motoriste et journaliste français.
- Michel Tétu (E1963) : en 1978, il conçoit la Renault RS10, première monoplace de Formule 1 à moteur turbocompressé à remporter un Grand Prix, avec Jean-Pierre Jabouille.
- Gérard Feldzer (E1968) : aviateur français, fondateur d'Aviation Sans Frontières et de Futura Mobility, ancien directeur du musée de l'Air et de l'Espace. Consultant et vulgarisateur en aéronautique auprès des médias.
- Bruno Cercley (E1985) : directeur exécutif puis président du directoire des Skis Rossignol[19].
- Patrick Michel (E1993) : docteur en Astrophysique, directeur de recherche au CNRS.
- Frédéric Vasseur (E1996) : directeur de la compétition de l'écurie de Formule 1 Renault Sport Formula 1 Team[20], puis Team principal de l'écurie Italienne Alfa Romeo avant de devenir celui de la Scuderia Ferrari, il reviendra à l'école en 2023 pour remettre les diplômes de l'E2023.
- Rémi Taffin (E1998) : directeur des opérations piste Renault Sport F1.
- Laurent Mekies (E1999) : directeur de l'écurie de Formule 1 Red Bull Racing.